# Vispop
 (novembre 2023).
Si vous disposez d'ouvrages ou d'articles de référence ou si vous connaissez des sites web de qualité traitant du thème abordé ici, merci de compléter l'article en donnant les références utiles à sa vérifiabilité et en les liant à la section « Notes et références ».

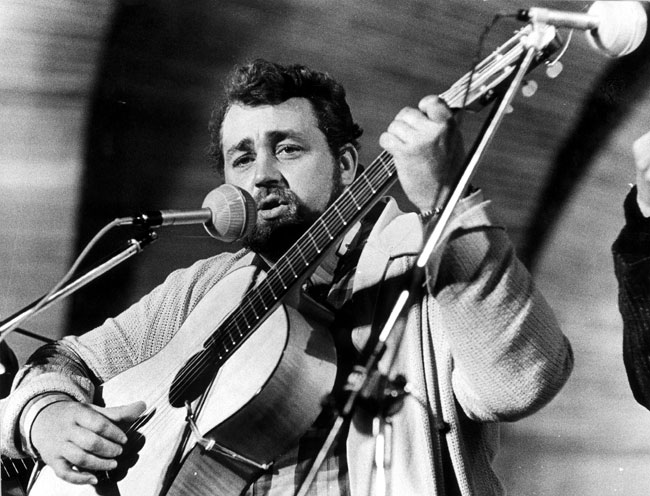
Cornelis Vreeswijk en 1966.

Le vispop est un genre de musique devenu populaire dans le milieu des années 1960 dans les pays scandinaves.
Le mot Vispop vient du suédois, dérivé de visa qui désigne les chansons folkloriques traditionnelles et populaires. En Norvège, le terme appliqué à ce type de chant accompagné est visesang. 
Durant les années 1970, il regroupe les genres les plus populaires de la musique en Scandinavie. Les chansons de vispop sont accompagnées à la guitare acoustique et leurs paroles traitent de problèmes de société. 
Ce genre de musique est un mélange de bluegrass, pop et ballade.

## Quelques artistes du Vispop
- Sara Varga
- Ted Gärdestad
- Åse Kleveland
- Jan Eggum
- Lillebjørn Nilsen